# فريدريك جوستين (لاعب كريكت)
فريدريك جوستين (30 أكتوبر 1894 في المملكة المتحدة - 19 سبتمبر 1967 في المملكة المتحدة)  (بالإنجليزية: Frederick Heath)‏ هو لاعب كريكت بريطاني وبريطاني (وحمل سابقاً جنسية المملكة المتحدة لبريطانيا العظمى وأيرلندا). لعب مع نادي مقاطعة ديربيشاير للكريكت ‏.